# Rohr in Niederbayern
Rohr in Niederbayern là một đô thị thuộc huyện Kelheim, bang Bayern, Đức.
Đô thị này có diện tích 54,16 km2, dân số cuối năm 2006 là 3296 người.

## Thành phố kết nghĩa
- Castelcucco, Ý (2003)